# Illa de la Llum
Illa de la Llum es un complejo de dos rascacielos ubicado en Barcelona, España, completado en 2005. El edificio Illa de la Llum 1 tiene 26 plantas y una altura de 88 metros; el segundo rascacielos, denominado Illa de la Llum 2, tiene 18 plantas y mide 64 metros de altura.